# Талахадзе, Валериан Бичиевич
Валериан Бичиевич Талахадзе (1904, село Гантиади, Шорапанский уезд, Кутаисская губерния, Российская империя — неизвестно, село Гантиади, Зестафонский район, Грузинская ССР) — бригадир колхоза имени Хозе Диас Зестафонского района, Грузинская ССР. Герой Социалистического Труда (1949).

## Биография
Родился в 1904 году в крестьянской семье в селе Гантиади Шорапанского уезда. После окончания местной начальной школы трудился в сельском хозяйстве. Во время коллективизации вступил в колхоз имени Хозе Диас Зестафонского района. В послевоенное время — бригадир в этом же колхоза.
В 1948 году бригада под его руководством собрала в среднем с каждого гектара по 75,6 центнера винограда шампанских вин с площади 10 гектаров. Указом Президиума Верховного Совета СССР от 9 августа 1949 года удостоен звания Героя Социалистического Труда за «получение высоких урожаев винограда в 1948 году» с вручением ордена Ленина и золотой медали «Серп и Молот» (№ 4376).
Этим же Указом звание Героя Социалистического Труда получили труженики колхоза имени Хозе Диас бригадир Иродий Бичиевич Каландадзе и звеньевые Николай Германович Гвелесиани, Анна Георгиевна Ткемаладзе, Галина Силионовна Ткемаладзе, Синепор Галактионович Ткемаладзе.
После выхода на пенсию проживал в родном селе Гантиади Зестафонского района. С 1968 года — персональный пенсионер союзного значения. Дата смерти не установлена.